# 8 hlav šílenství
8 hlav šílenství je druhý celovečerní film režisérky a scenáristky Marty Novákové. Netradičně pojatý životopis z roku 2017 svérázné ruské básnířky Anny Alexandrovny Barkovové  (1901–1976), která měla být největší ruskou básnířkou, aby pak strávila 22 let v sovětských pracovních táborech Gulagu a ve vyhnanství. Hlavní roli ztvárnila populární česká zpěvačka Aneta Langerová.
Film vznikal od roku 2008. Kvůli finančním problémům byl během natáčení pozastaven. V roce 2016 projekt převzala jako hlavní producent firma MARFAFILM (režisérky Marty Novákové a jejího otce Václava Nováka) a film dotočila a dokončila. Distribuční premiéra filmu proběhne 12. října 2017.
Název filmu 8 hlav šílenství odkazuje ke stejnojmenné novele Anny Barkovové, ale i k osmi hlavám – kapitolám, do nichž je snímek rozčleněn. Kapitoly mají každá svůj odlišný vizuální či kinematografický styl, a každá přenáší diváka do jiného období života básnířky. Jako celek pak skládají strhující příběh výjimečně nadané umělkyně unášené dějinnými událostmi 20. století v Sovětském svazu.

## Výroba
Film se natáčel od února 2013 do června 2015, poslední záběry do trikových scén vznikly v roce 2016.
Lágrové exteriéry se natáčely v Památníku Vojna u Příbrami a v podzemní továrně Rabštejn. Transport vězňů do táborů Gulagu se natáčel v železniční muzeu Lužná u Rakovníka a v polích u Kaštic. V Terezíně a Litoměřicích vznikly scény z předrevolučního Ivanova. Zimní exteriéry se odehrávaly v lesích u Jáchymova a ukrajinská vesnice Bojarka ve skanzenu Řepora. Interiéry se ve větší míře natáčely v ateliérech České televize, dále pak v Invalidovně, v Petschkově paláci a v Kaiserštejnském paláci.
Po uzavření střihu v říjnu 2015 následovala triková a výtvarná postprodukce, která se protáhla až do podzimu 2016. Film byl dokončen na jaře 2017, do kin byl uveden 12. října 2017.
Výtvarnice filmu Anna Krtičková se inspirovala ruskými secesními a dorevolučními plakáty, ruskou avantgardou, typografií 30. let, ale i socialistickým realismem. Ve filmu jsou dále použity světoznámé ilustrace lágrových výjevů bývalé vězeňkyně Jevfrosinije Kersnovské. 
Původní hudbu složila Vladivojna La Chia. Ve filmu zazní i skladby D. Šostakoviče a R. Wagnera. Vězeňská píseň Bezejmenný hrob (Lágernaja) je báseň vězeňkyně S. Šilovové, pro film ji zhudebnil a nazpíval Jevgenij Rubilin. Titulkovou píseň Russkaja zima (Ruská zima) nazpívala v roce 2001 Vladivojna La Chia ještě s punkovou skupinou Kočičíčíči.
K filmu vzniknul originální písničkový soundtrack 8 hlav šílenství. Z hudebních motivů z filmu a na texty (básně) Anny Barkovové vytvořila Vladivojna La Chia nadžánrovou kompilaci písní, které vedle ní nazpívali Aneta Langerová, Lenka Dusilová, Lucie Bílá, Kittchen, Oto Klempíř, Poly Insania, Sylvie Bee. Album vydává Supraphon.

## Obsazení
| Aneta Langerová    | Anna Barkovová      |
| Zuzana Fialová     | Valentina           |
| Viktorie Čermáková | učitelka            |
| Marie Štípková     | Tamara Ivanovna     |
| Anna Sedlačková    | doktorka            |
| Tomáš Jeřábek      | ministr             |
| Pavel Zedníček     | ďábel               |
| Martin Sitta       | dozorce hnusák      |
| Sabina Remundová   | Toňa                |
| Eva Leinweberová   | knihovnice          |
| Miroslav Táborský  | Lunačarskij         |
| Lukáš Jůza         | dozorce znásilňovač |

## Recenze
- Rimsy, MovieZone.cz
- František Fuka, FFFilm